# Naldrettita
La naldrettita es un mineral de la clase de los minerales sulfuros. Fue descubierta en el año 2004 en la región de Nunavik, provincia de Quebec (Canadá), siendo nombrada así en honor de Anthony J. Naldrett, mineralogista canadiense antiguo presidente de la Asociación Mineralógica Internacional. Sinónimos poco usados son: IMA2004-007 y naldretteíta.

## Características químicas
Es una sal de antimoniuro de paladio. 

## Formación y yacimientos
Aparece en la zona de contacto que separa la mineralización de sulfuros de forma masiva y diseminada.
Suele encontrarse asociado a otros minerales sulfuros y antimoniuros.